# Кадрові зміни в керівництві ЗСУ (лютий 2024)
На початку лютого 2024 року в керівництві Збройних сил України відбулись значні кадрові зміни: президент Володимир Зеленський призначив Олександра Сирського на посаду Головнокомандувача ЗСУ, замінивши Валерія Залужного. Змінився також Начальник Генштабу ЗСУ, командувачі багатьох родів і видів військ, оперативних командувань та об'єднань.

## Історія

### Передумови
За матеріалами Української правди та BBC, звільненню Головнокомандувача ЗСУ генерала Валерія Залужного передував політичний конфлікт із Президентом України Володимиром Зеленським. Напруження у відносинах між політичним і військовим керівництвом прослідковували ще з 2022 року: Офіс президента України, зокрема, Андрій Єрмак, був занепокоєний політичною популярністю Залужного та персоналізацією бойового успіху в його особі. Ця напруженість не була вираженою на тлі військових успіхів на Київщині, Слобожанщині та Херсонщині, але конфлікт загострився з початком неуспішного контрнаступу 2023 року, на який за допомогою медіа та створення брендованих військових ініціатив (як Гвардія наступу) були покладені завищені очікування. Зокрема, Зеленський створив паралельну комунікацію з командувачем Сухопутних військ Олександром Сирським і командувачем Повітряних сил Миколою Олещуком в обхід Головнокомандувача ЗСУ.
В листопаді 2023 року Володимир Зеленський та тогочасний Головнокомандувач ЗСУ вступили в заочну полеміку щодо ситуації на російсько-українському фронті. Якщо Валерій Залужний заявляв, що український наступ зайшов в глухий кут і тому потребує нових підходів та радикальних змін, то Зеленський з ним не погоджувався. Якщо Валерій Залужний заявляв, що бої перейшли в позиційну фазу і ЗСУ треба думати про стратегічну оборону, то Володимир Зеленський наполягав, що український наступ ще не вичерпав свого потенціалу, і українці повинні воювати, аж поки не вийдуть на кордони 1991 року.
Після цього представники команди Зеленського ініціювали критичні випади на адресу Головнокомандувача ЗСУ. Його звинувачували у поразництві та небажанні воювати до переможного кінця, ставили в вину намір захистити кандидатську дисертацію та трагічну загибель його помічника Геннадія Частякова. Особливу активність проявляла депутатка від партії «Слуга народу» Мар'яна Безугла, яка просто вимагала відставки Валерія Залужного. 19 грудня 2023 року Володимир Зеленський під час своєї пресконференції повідомив, що «військові запропонували додатково призвати 450—500 тисяч людей». Натомість Валерій Залужний, виступаючи в етері телемарафону «Єдині новини», сказав, що жодних конкретних подань на Кабінет Міністрів України чи законопроєктів про мобілізацію до Верховної Ради України ЗСУ не робили та й не мають права цього робити, оскільки Генеральний штаб ЗСУ, на відміну від Президента та Кабінету Міністрів, не має права законодавчої ініціативи.
Одним із передвісників звільнення Головнокомандувача називали звільнення 3 листопада 2023 року командувача Сил спеціальних операцій Віктора Хоренка, яке відбулось за ініціативою новопризначеного Міністра оборони Рустема Умєрова, але без участі Залужного. 7 листопада видання BBC Україна, оцінюючи можливу відставку Залужного, написало:

| Так, ця відставка відповідатиме закону. Але вона очевидно не відповідатиме очікуванням суспільства від влади. І зовсім не факт, що суспільство, а особливо та його частина, яка зі зброєю в руках захищає саме право України на існування, поставиться до цього кроку спокійно. |
Своєю чергою, в листопаді 2023 року Офіс президента публічно заявляв, що конфлікт між президентом і головнокомандувачем не існує.

### Кадрові зміни
29 січня 2024 року низка медіа та посадовців заявили, що Зеленський звільнив Залужного. Після витоку такої інформації речник ОП Сергій Никифоров публічно заявив, що звільнення не відбулось. Достеменно причина відкладення рішення невідома, але однією з гаданих версій стала відмова обох претендентів на цю посаду, Олександра Сирського й очільника ГУР Кирила Буданова.
8 лютого 2024 року Володимир Зеленський своїм указом звільнив генерала Валерія Залужного та призначив на його посаду генерал-полковника Олександра Сирського. Наступного дня — Начальника Генерального штабу ЗСУ Сергія Шапталу.
11 лютого було оприлюднено укази президента щодо зміни командувачів Об'єднаних сил, Сил територіальної оборони, Десантно-штурмових військ та затвердження нового командувача Сухопутних військ.
25 лютого Володимир Зеленський заявив, що Олександр Сирський проводить аудит серед бригад ЗСУ для з'ясування ситуації щодо резервів, ротацій, підготовки та оснащення. Після цього, 2 березня, він анонсував кадрові зміни серед командувачів бригад, оскільки, за його словами, деякі командири не мають достатніх підготовки та досвіду.
Кадрові зміни в вищому керівництві ЗСУ продовжилися і в наступні місяці. 4 березня 2024 року Володимир Зеленський указом № 140/2024 звільнив генерал-майора Дмитра Герегу з посади командувача Сил підтримки ЗСУ та призначив указом № 141/2024 на цю посаду Олександра Яковця. А вже 9 травня Володимир Зеленський своїм указом № 315/2024 знову призначив Дмитра Герегу командувачем Сил підтримки ЗСУ.
9 квітня 2024 року видання РБК-Україна повідомило про звільнення з займаних ними посад генерал-майора Андрія Ковальчука, командувача оперативного командування «Південь» та генерал-майора Сергія Літвінова, командувача оперативного командування «Захід».
11 квітня 2024 року hromadske повідомило, що за даними, отриманими ним від Командування Сухопутних військ ЗСУ, Сергій Літвінов та Андрій Ковальчук не звільнені з лав ЗСУ, а переведені на інші посади. Так генерал-майор Сергій Літвінов призначений заступником начальника Національного університету оборони України, а генерал-майор Андрій Ковальчук — начальником Одеської Військової академії.
15 квітня 2024 року пресслужба оперативного командування «Захід» повідомила про призначення командувачем військ ОК «Захід» бригадного генерала Володимир Шведюка. 16 квітня 2024 року пресслужба оперативного командування «Південь» повідомила, що новим командувачем військ ОК «Південь» призначено бригадного генерала Геннадія Шаповалова.

## Список кадрових змін

### Вище командування
| Посада                                             | ПІБ звільненого                 | Звання            | Звільнення | ПІБ призначеного                  | Звання            | Попередня посада                                              | Призначення | Примітки                                                                     |
| -------------------------------------------------- | ------------------------------- | ----------------- | ---------- | --------------------------------- | ----------------- | ------------------------------------------------------------- | ----------- | ---------------------------------------------------------------------------- |
| Головнокомандувач ЗСУ                              | Залужний Валерій Федорович      | Генерал           | 08.02.2024 | Сирський Олександр Станіславович  | генерал-полковник | Командувач СВ ЗСУ                                             | 08.02.2024  | [ 11 ] [ 30 ]                                                                |
| Начальник Генерального штабу ЗСУ                   | Шаптала Сергій Олександрович    | генерал-лейтенант | 09.02.2024 | Баргилевич Анатолій Владиславович | генерал-майор     | Командувач ТрО                                                | 09.02.2024  | [ 12 ]                                                                       |
| Заступник Головнокомандувача ЗСУ                   | Забродський Михайло Віталійович | генерал-лейтенант | 10.02.2024 | Сухаревський Вадим Олегович       | полковник         | Командувач 59 ОМПБр                                           | 10.02.2024  | Відповідальний за безпілотні системи і розвиток застосування дронів          |
| Заступник Головнокомандувача ЗСУ                   | Мойсюк Євген Георгійович        | генерал-лейтенант |            | Лебеденко Андрій Валерійович      | полковник         |                                                               | 10.02.2024  | Відповідальний за інновації, технологічний компонент армії та бойових систем |
| Заступник начальника Генштабу ЗСУ                  | Бокій Віктор Григорович         | генерал-лейтенант | 10.02.2024 | Шевченко Олексій Миколайович      | бригадний генерал | Начальник Житомирського військового інституту імені Корольова | 10.02.2024  | Відповідальний за логістику                                                  |
| Заступник начальника Генштабу ЗСУ                  | Кириленко Олександр Миколайович | генерал-лейтенант | 10.02.2024 | Горбатюк Володимир Дмитрович      | бригадний генерал |                                                               | 10.02.2024  | Відповідальний за оперативну роботу штабів, планування, управління           |
| Заступник начальника Генштабу ЗСУ                  | Коваль Володимир Валерійович    | генерал-майор     | 10.02.2024 | Драпатий Михайло Васильович       | бригадний генерал | Командувач ОУВ «Херсон»                                       | 10.02.2024  | Відповідальний за підготовку, якісне тренування військових                   |
| Командувач об'єднаних сил ЗСУ                      | Наєв Сергій Іванович            | генерал-лейтенант | 11.02.2024 | Содоль Юрій Іванович              | генерал-лейтенант | Командувач КМП                                                | 11.02.2024  | [ 36 ] [ 37 ] [ 14 ] [ 35 ]                                                  |
| Начальник головного оперативного управління ГШ ЗСУ | Кучеренко Віктор Віталійович    | генерал-майор     | 10.02.2024 |                                   |                   |                                                               |             | [ 14 ]                                                                       |
| Начальник Головного управління персоналу ГШ ЗСУ    | Лучников Артем Володимирович    | генерал-майор     | 10.02.2024 |                                   |                   |                                                               |             | [ 14 ]                                                                       |

### Командування родів і видів військ
| Посада                                                       | ПІБ звільненого                   | Звання            | Звільнення | ПІБ призначеного                 | Звання            | Попередня посада призначеного              | Призначення | Примітки                           |
| ------------------------------------------------------------ | --------------------------------- | ----------------- | ---------- | -------------------------------- | ----------------- | ------------------------------------------ | ----------- | ---------------------------------- |
| Командувач Сухопутних військ ЗСУ                             | Сирський Олександр Станіславович  | генерал-полковник | 08.02.2024 | Павлюк Олександр Олексійович     | генерал-лейтенант | перший заступник міністра оборони України  | 11.02.2024  | [ 35 ] [ 38 ]                      |
| Начальник штабу, заступник командувача Сухопутних військ ЗСУ | Палагнюк Ігор Миколайович         | генерал-майор     | 10.02.2024 |                                  |                   |                                            |             | [ 14 ]                             |
| Командувач Десантно-штурмових військ ЗСУ                     | Миргородський Максим Вікторович   | генерал-майор     | 11.02.2024 | Скибюк Ігор Анатолійович         | бригадний генерал | начальник штабу, заступник командувача ДШВ | 11.02.2024  | [ 39 ] [ 40 ] [ 38 ] [ 14 ] [ 35 ] |
| Командувач Сил територіальної оборони ЗСУ                    | Баргилевич Анатолій Владиславович | генерал-майор     | 09.02.2024 | Плахута Ігор Вікторович          | генерал-майор     | заступник командувача ОСУ «Хортиця»        | 11.02.2024  | [ 14 ] [ 13 ] [ 41 ]               |
| Командувач Сил логістики ЗСУ                                 | Гуляк Олег Вікторович             | генерал-майор     | 29.02.2024 | Карпенко Володимир Володимирович | бригадний генерал | командувач логістики Командування СВ       | 29.02.2024  | [ 42 ]                             |

### Оперативні командування та об'єднання
| Посада                                                   | ПІБ звільненого          | Звання            | Звільнення | ПІБ призначеного             | Звання            | Призначення | Примітки |
| -------------------------------------------------------- | ------------------------ | ----------------- | ---------- | ---------------------------- | ----------------- | ----------- | -------- |
| Командувач військ ОК «Захід» Сухопутних військ           | Літвінов Сергій Петрович | генерал-майор     | 10.02.2024 | Шведюк Володимир Петрович    | бригадний генерал | 15.04.2024  | [ 14 ]   |
| Командир Корпусу резерву Сухопутних військ ЗСУ           | Миронюк Володимир Якович | генерал-майор     | 10.02.2024 | Губа Роман                   | полковник         | 10.02.2024  | [ 14 ]   |
| Командир Корпусу морської піхоти ЗСУ                     | Гнатов Андрій Вікторович | бригадний генерал | 10.02.2024 | Делятицький Дмитро Євгенович | генерал-майор     | 10.02.2024  | [ 14 ]   |
| Командир 10-го армійського корпусу Сухопутних військ ЗСУ | Зубанич Василь Іванович  | бригадний генерал | 10.02.2024 | Богомолов Артем Євгенович    | бригадний генерал | 10.02.2024  | [ 14 ]   |

## Оцінки
- Олександр Сирський, призначений на посаду Головнокомандувача ЗСУ після зняття Валерія Залужного, в інтерв'ю Укрінформу сказав:[44][45]

| У військових є один обов'язок — ми не обговорюємо наказів, ми їх виконуємо. Тож якщо у Президента країни, Верховного Головнокомандувача, були причини для такої заміни, особливо під час активної фази війни, — це означає, що ці причини — вагомі. |
- Сам президент Володимир Зеленський описав кадрові зміни «перезавантаженням», необхідністю змінити підхід до ротацій, мобілізації та управління фронтом.[2]

- Володимир Кличко в інтерв'ю німецькомовному виданню Focus online на запитання «Чи бачите ви ризик у заміні керівництва країни у воєнний час?» (нім. Sehen Sie ein Risiko darin, die Führung des Landes in Kriegszeiten auszutauschen?) відповів:[46][47]

| Якщо у воєнний час можна замінити головнокомандувача ЗСУ, то це ж стосується і президента, так? Ми живемо в умовах воєнного стану — все централізовано контролюється: суд, міліція, ЗМІ. Але ми все ще демократія. Не влада повинна командувати народом, а навпаки. Нам потрібні вибори, інакше у нас будуть такі умови, як у Росії.Оригінальний текст (нім.) Wenn man den Oberbefehlshaber der Streitkräfte in Kriegszeiten austauschen kann, dann gilt das auch für den Präsidenten, oder? Wir leben unter Kriegsrecht – alles wird zentral kontrolliert: Justiz, Polizei, die Medien. Aber wir sind immer noch eine Demokratie. Nicht die Regierung sollte den Menschen befehlen, sondern andersherum. Wir brauchen Wahlen, sonst haben wir Zustände wie in Russland. |
- Публікація Валерія Залужного в журналі The Economist викликала незадоволення в Володимира Зеленського, це було сприйнято як початок політичної кар'єри Головкома ЗСУ, тому ще в 2023 році стало зрозуміло, що його зняття з посади є лише питанням часу.[48] Попри те, що після свого звільнення Залужний зник з публічної сфери, його популярність у населення України і надалі залишилась високою.[48] Опитування, проведене у період з 22 лютого по 1 березня 2024 року соціологічною компанією SOCIS на замовлення ресурсу Цензор. НЕТ показало, що якби вибори Президента України відбулися в 2024 році, то серед тих, хто визначився та піде на вибори, найбільшу підтримку, 41,4 % голосів, отримав би саме Валерій Залужний, другу сходинку зайняв чинний президент з 23,7 %, третю — Петро Порошенко.[49][48] А, у випадку виходу Залужного та Зеленського до другого туру виборів, перемога першого стала б ще переконливішою — 67,5 % проти 32,5 %.[49][48]

Анонсоване призначення Валерія Залужного є вигідним для Зеленського. Залужний, попри відсутність дипломатичного досвіду, закінчив магістратуру в Острозькій академії за спеціальністю «Міжнародні відносини», має повагу у західних партнерів України. Призначення послом до Лондона віддалить його від політичного життя в Україні, змусить працювати в команді нинішнього президента в МЗС, коли міжнародний напрямок політики в Офісі президента курує Андрій Єрмак та дозволить Зеленському закрити порожнечу в дипломатичному корпусі, котра виникла ще в липні 2023 року, після звільнення з цієї посади Вадима Пристайка. Тоді на Вільнюському саміті НАТО на зауваження міністра оборони Великобританії Бена Воллеса, що «Україні варто висловлювати більше вдячності за надану допомогу озброєннями», Володимир Зеленський відповів «Можемо зранку прокидатися і дякувати міністру особисто». Вадим Пристайко спробував згладити конфлікт з союзниками, водночас висловившись критично щодо репліки Зеленського: «Я не думаю, що цей сарказм — це здоровий сарказм. Ми не маємо показувати росіянам, що є щось, щось між нами. Вони мають знати, що ми працюємо разом», після чого був звільнений. Однак співбесідники BBC News Україна в дипломатичних колах вважають, що це стало лише приводом, а справжньою причиною звільнення Вадима Пристайка стало те, що він віддавна впав у немилість Андрія Єрмака, голови Офісу Президента України.
- Деякі призначення викликали занепокоєння в українському суспільстві та західних медіа. Зокрема, сумніву піддавали особистість нового головнокомандувача Олександра Сирського: з одного боку, на його рахунку успішна оборона Київщини, контрнаступ на північ від Харкова та Слобожанська наступальна операція, а з іншого — виснажлива й неоднозначна битва за Бахмут, яка завдала українському війську значних втрат.[2][9] До цієї битви західні медіа називали його досвідченим і шанованим командиром,[51] але на момент призначення вони були менш компліментарні, наприклад, Politico заявило про суперечну репутацію офіцера й назвало Сирського «м'ясником» та «генералом 200».[52][53] Видання Politico використало термін навіть в назві статті про заміну Головнокомандувача — «англ. Zaluzhny is out, the ‘butcher’ is in» (укр. Залужний пішов, «м'ясник» прийшов), а щодо ролі Сирського у битві за Бахмут написало, ніби генерал посилав солдатів хвиля за хвилею у «м'ясорубку».[52][53] Про те, що після боїв за Бахмут, де полягли тисячі українських військових, в ЗСУ за Сирським поширилося прізвисько «м'ясник», написала й New York Times.[52][54] А британське агентство новин Reuters звернуло увагу на ранні етапи біографії Сирського, який народився в 1965 році біля Владимира, на території Росії, де провів свої дитячі та юнацькі роки, в Україну переїхав разом з батьками лише в 1980-х, а також його початкову військову освіту в Вищому загальновійськовому командному училищі у Москві.[52]

- Іншим контроверсійним призначенням став Ігор Плахута, знаний як керівник Внутрішніх військ під час розгону Революції гідності.[55][56][13]

- 18 травня 2024 року на сайті американської газети Вашингтон пост вийшла стаття про Андрія Єрмака під назвою «Головний помічник Зеленського маніпулює владою, дратує критиків — і не вибачається» (англ. Zelensky's chief aide flexes power, irks critics — and makes no apologies), в якій, зокрема, сказано:[57]

| Близькість Єрмака до президента — і очевидний вплив на нього — викликала шквал звинувачень: у тому, що він недемократично консолідував владу в офісі президента; керував непотрібною чисткою вищих посадовців, включаючи головнокомандувача генерала Валерія Залужного; обмежив доступ до Зеленського; і прагнув особистого контролю над майже кожним важливим рішенням під час війни.Оригінальний текст (англ.) Yermak’s closeness to the president — and evident influence over him — has drawn a barrage of accusations: that he has undemocratically consolidated power in the president’s office; overseen an unneeded purge of top officials, including commander in chief Gen. Valery Zaluzhny; restricted access to Zelensky; and sought personal control over nearly every big wartime decision. |
- 19 травня 2024 року сайт Цензор.нет процитував пост Мар'яни Безуглої, членкині фракції «Слуга народу» у Верховній Раді України, заступниці голови комітету ВР з питань нацбезпеки, оборони та розвідки:[58]

| Повернулася з фронту. Новий керівник фронтом генерал Содоль — злочинець. Сирський дозволив йому поставити «своїх»: Галушкіна, Соколова, Луценка. Не за навиками, а за належністю до генеральскої фракції Содоля. Галушкін завалив оборону Харківщини. Добилася його заміни. Тепер тут Драпатий. Після цього Содоль намагався мене блокувати по всьому фронту. Соколов має кримінальне провадження по Чонгару і зараз відповідальний за ділянку фронту. Луценко пропустив прорив Очеретиного на Покровськ і не покараний. |
- 7 червня 2024 року британська газета The Times написала статтю про вплив Андрія Єрмака на Зеленського та його амбіції, і з посиланням на інсайдерів видання, сказала, що Єрмак причетний до звільнення Валерія Залужного та віцепрем'єра Олександра Кубракова:[59][60]

| Тим часом військові чиновники звинуватили 52-річного Єрмака в тому, що він утримував генерала Валерія Залужного подалі від президента та зрештою організував його звільнення з поста голови збройних сил у лютому. Єрмак, стверджують вони, вважав Залужного конкурентом своєї влади.Оригінальний текст (англ.) Military officials, meanwhile, have accused Yermak, 52, of keeping General Valery Zaluzhny away from the president, and eventually orchestrating his dismissal as head of the armed forces in February. Yermak, they claim, considered Zaluzhny a rival to his authority. |

## Наслідки та пов'язані події
7 березня 2024 року Володимир Зеленський повідомив, що узгодив кандидатуру колишнього Головнокомандувача ЗСУ Валерія Залужного на пост Надзвичайного і Повноважного Посла України в Сполученому Королівстві Великої Британії та Північної Ірландії. Як зазначає ВВС:

| Зазвичай про призначення послів повідомляють вже після узгодження всіх формальностей та коли вже є агреман (згода) від іноземної держави. У випадку із Залужним влада оголосила вже про перший етап тривалої процедури призначення — погодження кандидатури президентом. |
24 березня 2024 року про складення з себе повноважень заявив командувач Командування підготовки Сухопутних військ ЗСУ генерал-майор Віктор Ніколюк.